# Liste der Biografien/Cej
Liste der Biografien |
Portal Biografien |
Personensuche
# |
A |
B |
C |
D |
E |
F |
G |
H |
I |
J |
K |
L |
M |
N |
O |
P |
Q |
R |
S |
T |
U |
V |
W |
X |
Y |
Z |
?
 
Ca |
Cb |
Cc |
Ce |
Ch |
Ci |
Cj |
Ck |
Cl |
Cm |
Cn |
Co |
Cr |
Cs |
Ct |
Cu |
Cv |
Cw |
Cy |
Cz
 
Cea |
Ceb |
Cec |
Ced |
Cee |
Cef |
Ceg |
Ceh |
Cei |
Cej |
Cek |
Cel |
Cem |
Cen |
Ceo |
Cep |
Cer |
Ces |
Cet |
Ceu |
Cev |
Cey |
Cez
Die Liste der Biografien führt alle Personen auf, die in der deutschsprachigen Wikipedia einen Artikel haben. Dieses ist eine Teilliste mit 13 Einträgen von Personen, deren Namen mit den Buchstaben „Cej“ beginnt.

## Cej

### Ceja
- Ceja, Eva (* 1983), US-amerikanische Schauspielerin und Filmproduzentin
- Ceja, Julio (* 1992), mexikanischer Boxer
- Ceja, Rubén (1940–2017), mexikanischer Fußballspieler
- Cejas, Agustín (1945–2015), argentinischer Fußballtorhüter
- Cejas, Cristian Sebastián (* 1975), argentinischer Fußballtorhüter

### Cejk
- Cejka, Alexander (* 1970), deutscher GolferAlexander Cejka (* 1970)

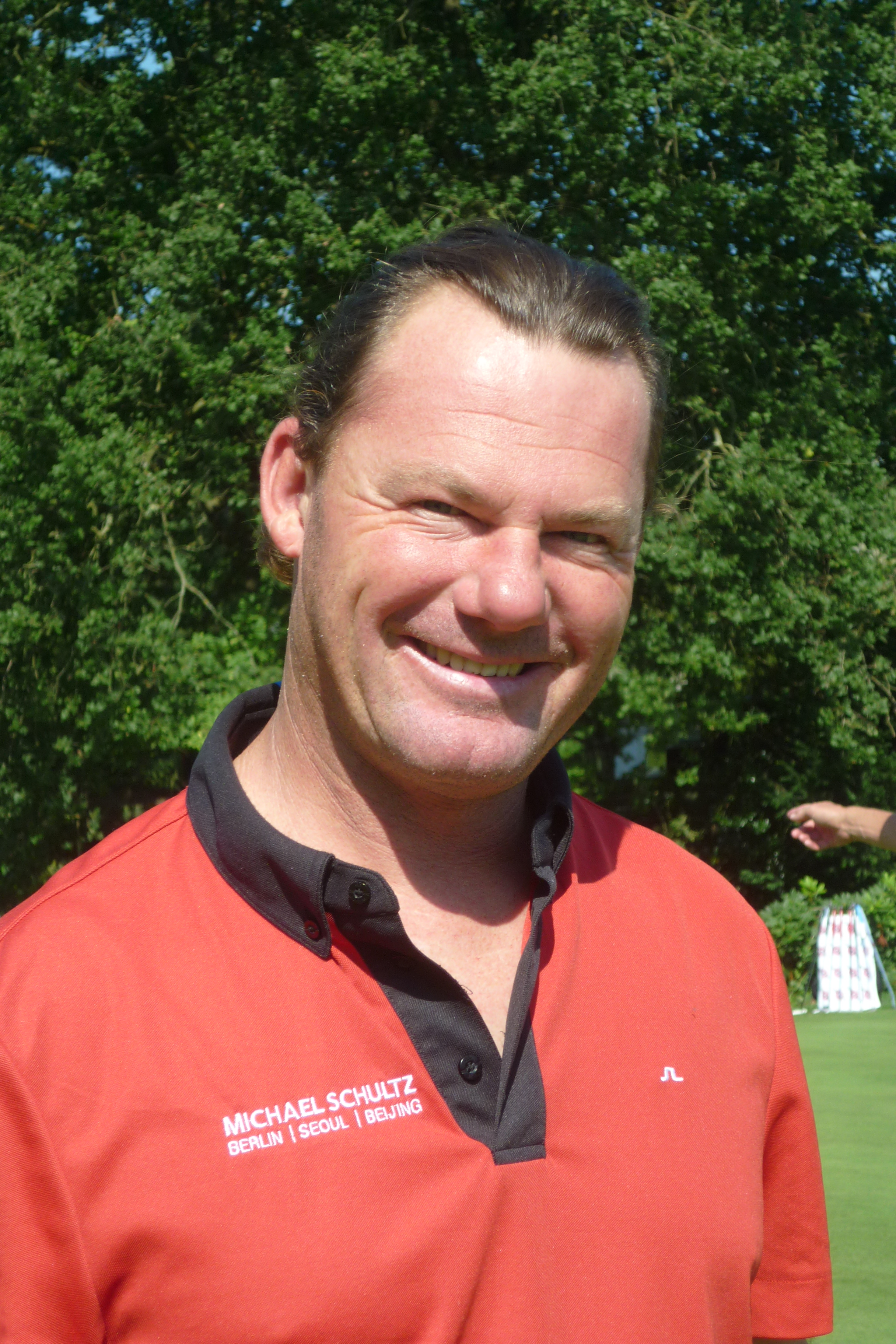
Alexander Cejka (* 1970)

- Cejka, Alois (1886–1947), deutscher Verwaltungsjurist, Bezirksoberamtmann und Ministerialbeamter
- Cejka, Friedrich (1928–2020), österreichischer Fußballspieler
- Çejku, Alban (* 2001), albanischer Fußballspieler

### Cejn
- Cejnar, František (1890–1950), tschechoslowakischer Fußballschiedsrichter

### Cejp
- Cejpek, Henriette (* 1960), österreichische Schauspielerin
- Cejpek, Lucas (* 1956), österreichischer Schriftsteller und Regisseur

### Ceju
- Cejudo, Henry (* 1987), US-amerikanischer Ringer